# Ministeria
Ministeria là một chi thuộc Eukaryota, sinh vật đơn bào nhỏ, ăn vi khuẩn. Dù nó là một Opisthokonta, nhưng nó không giống với bất kỳ loài Opisthokonta đã được công bố như Choanoflagellatea hay Animalia. Nó có thể cùng nhóm với Capsaspora, một loài Opisthokonta khác chưa được xếp chắc chắn. Nó là một loài Opisthokonta duy nhất đã được biết đến không thể hiện các tế bào amip hoặc tế bào lagellatae.